# Cerro de Guadalupe
Le cerro de Guadalupe (français : colline de Guadalupe), situé dans la cordillère Orientale (Andes), est l'un des plus remarquables cerros orientales environnant Bogota, la capitale de la Colombie. Tout comme le cerro de Monserrate, il semble protéger la ville. Ces deux cerros bordent, à l'est, la savane de Bogota.
La colline de Guadalupe est située entre Bogota et le páramo de Cruz Verde.

## Géographie

### Situation

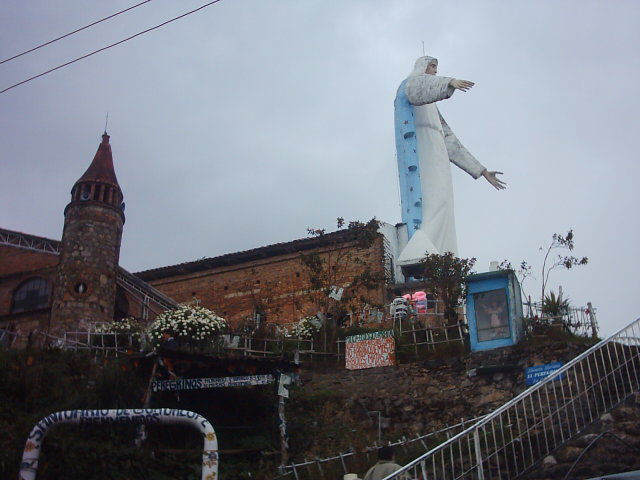
Chapelle Notre-Dame de Guadalupe

La colline de Guadalupe se trouve à l'est de Bogota et culmine à 3 260 mètres d'altitude. Le site offre une vue exceptionnelle sur la ville.
Une petite chapelle, dédiée à Nuestra Señora de Guadalupe (français : Notre-Dame de Guadalupe), est érigée au sommet de la colline. Elle est accompagnée d'une statue de 15 mètres de haut, créée en 1946 par le sculpteur colombien Gustavo Arcila Uribe (es) (1895 - 1963),.

### Géologie

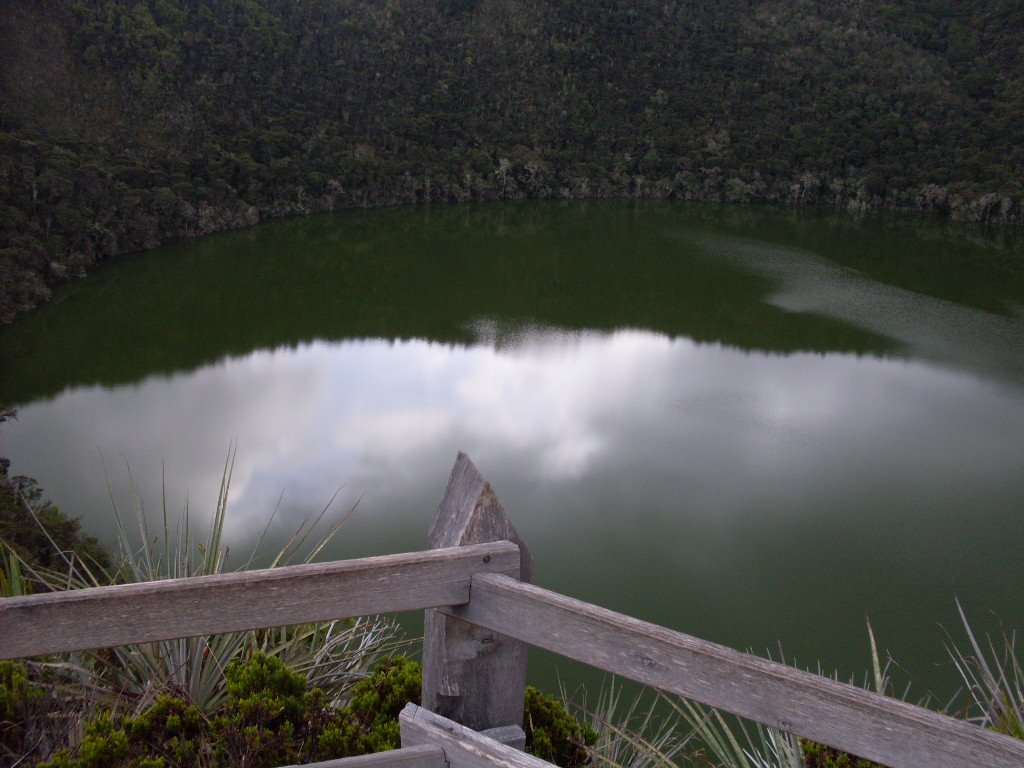
Le lac de Guatavita.

Le naturaliste, géographe et explorateur allemand Alexander von Humboldt (1769-1859) précisait dans son livre Mélanges de géologie et de physique générale, écrit avec Charles Galusky, que la formation arénacée (roches détritiques entrant dans la classe des arénites) est partout visible dans la montagne orientale à laquelle est adossée Bogota, ainsi qu'à l'extrémité du plateau, près du petit lac alpestre de Guatavita. Les auteurs indiquent que le calcaire ne paraît pas s'élever aussi haut et que, sur le Cerro de Guadalupe, seul le premier tiers du rocher est composé de calcaire. Quant au rocher sur lequel est bâtie la chapelle de Monserrate, il est formé de grès jusqu'à la cime.

## Histoire

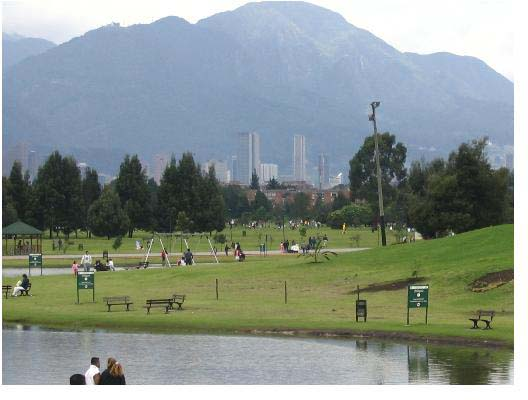
Cerros de Bogota.

Certains autochtones relatent que la colline de Guadalupe, autrefois, était appelée « le pied de grand-mère »
et celle de Monserrate « le pied de grand-père », ce qui les rendait ainsi indissociables.
La chapelle, dont la première construction date de 1656 et qui subira plusieurs séismes au fil des siècles, fut consacrée à Notre-Dame de Guadalupe, le 8 septembre 1656, lors d'un pèlerinage auquel participèrent des notabilités ecclésiastiques et civiles.
Le petit sanctuaire fut détruit pendant les tremblements de terre d'octobre 1743, de juillet 1785 et juin 1826. Il fut reconstruit sous l'un des mandats de président de la Colombie de Tomás Cipriano de Mosquera (1798 - 1878).
La chapelle de Notre-Dame de Guadalupe subit un nouveau séisme en août 1917 et resta en ruine durant vingt-huit années.
En 1945, Monseigneur Jorge Murcia Riaño fit reconstruire la chapelle qui reçut la bénédiction de l'archevêque Ismael Perdomo Borrero (es) (1872 - 1950).
En 1946, le sculpteur Gustavo Arcila Uribe créa, sur les hauteurs de la colline, une statue, les bras grands ouverts au-dessus de Bogota. Cette statue dédiée, en fait, à la Vierge Marie Immaculée, patronne de l'archidiocèse de Bogota, fut appelée Notre-Dame de Guadalupe.
En 1967, le prêtre Luis Jiménez mit en œuvre le tracé d'une route conduisant au sommet du cerro.
La création d'un nouveau sanctuaire est envisagée. Chaque année, le 12 décembre, a lieu la célébration d'une fête en l'honneur de Notre-Dame de Guadalupe. Afin que les touristes bénéficient de plus de sécurité et de confort, les emplacements destinés aux stands des vendeurs d'articles religieux et de produits alimentaires sont relocalisés.

## Accès
Tous les dimanches, un service de transports publics permet d'accéder à la colline de Guadalupe.
Les autobus prennent la direction de Choachí, municipalité du département de Cundinamarca, puis par la déviation (km 6,7) parviennent à la route qui gravit la colline de Guadalupe.